# Mountain Home Air Force Base
Mountain Home AFB is een vliegbasis van de United States Air Force en plaats (census-designated place) in de Amerikaanse staat Idaho, twintig kilometer ten zuidwesten van Mountain Home, en valt bestuurlijk gezien onder Elmore County.
De basis wordt ook gebruikt door de Republic of Singapore Air Force (RSAF), die een detachement F-15SG-gevechtsvliegtuigen heeft die op lange termijn aan de basis zijn toegewezen en een squadron bestaande uit RSAF- en USAF-personeel, naast 2 USAF squadrons op F-15E Strike Eagles. 
Gebouwd in het begin van de jaren 1940 tijdens de Tweede Wereldoorlog als trainingsbasis voor bommenwerpers, had het na de oorlog korte tijd transporten, daarna was het een bommenwerper en raketbasis (met rond de basis drie lanceerplatforms voor HGM-25A Titan I ICBM's). Het werd een gevechtsbasis in 1966. De gasteenheid in Mountain Home is sinds 1972 de 366th Fighter Wing (366 FW) van het Air Combat Command (ACC), bijgenaamd de Gunfighters. De primaire missie van de basis is het leveren van gevechtsluchtmacht en ondersteuning voor wereldwijde noodoperaties.

## Demografie
Bij de volkstelling in 2000 werd het aantal inwoners vastgesteld op 8894.

## Geografie
Volgens het United States Census Bureau beslaat de plaats een oppervlakte van
25,7 km², geheel bestaande uit land.

## Plaatsen in de nabije omgeving
De onderstaande figuur toont nabijgelegen plaatsen in een straal van 68 km rond Mountain Home AFB.

## Geboren
- James Reilly (1954), astronaut